# Mantispa viridula
Mantispa viridula là một loài côn trùng trong họ Mantispidae thuộc bộ Neuroptera. Loài này được [Author?] miêu tả năm 0000.